# Pante Karya (Timang Gajah)
Pante Karya is een bestuurslaag in het regentschap Bener Meriah van de provincie Atjeh, Indonesië. Pante Karya telt 33 inwoners (volkstelling 2010).